# Eccoptomera triseta
Eccoptomera triseta är en tvåvingeart som beskrevs av Leander Czerny 1924. Eccoptomera triseta ingår i släktet Eccoptomera och familjen myllflugor. Arten har ej påträffats i Sverige. Inga underarter finns listade i Catalogue of Life.